# Абимаел Гусман
Абимаел Гусман (на испански: Abimael Guzmán, пълно име Мануел Рубен Абимаел Гусман Рейносо на испански: Manuel Rubén Abimael Guzmán Reynoso, с псевдоним председател Гонсало на испански: Presidente Gonzalo) е перуански комунист. Бил е професор по философия.

## Биография
Ръководител е на организацията „Сендеро Луминосо“ („Сияйна пътека“) по време на т.нар. Вътрешен конфликт в Перу, действала на перуанска територия от края на 1970-те години. Участна във въоръжената борба на 17 май 1980 г.
Обвинен за тероризъм и държавна измяна, Гусман е арестуван през 1992 г. и е осъден на доживотен затвор през 2006 г. Затворен е във военноморската база в Каляо.
Смятан е за латиноамериканския комунистически революционер, който е стигнал най-близо до завземане на държавната власт и не е успял да го направи.